# Colydium chiricahuae
Colydium chiricahuae is een keversoort uit de familie somberkevers (Zopheridae). De wetenschappelijke naam van de soort werd in 1992 gepubliceerd door Roger Dajoz.